# Glinde
Glinde (dolnoniem. Glinn) – miasto w Niemczech w kraju związkowym Szlezwik-Holsztyn, w powiecie Stormarn. Miasto położone jest ok. 20 km na wschód od Hamburga.

## Współpraca międzynarodowa
- Saint-Sébastien-sur-Loire, Francja
- Kaposvár, Węgry